# 貝拉甘

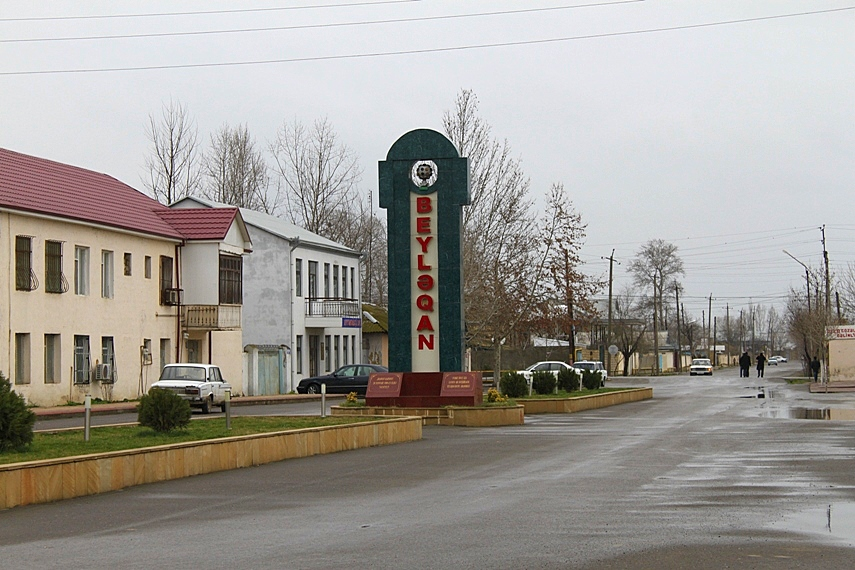
貝拉甘

39°46′32″N 47°37′07″E / 39.77556°N 47.61861°E
貝拉甘（(发音)ⓘ）是阿塞拜疆的城鎮，也是貝拉甘區的首府，位於該國南部阿拉斯河與庫拉河的匯流處附近，距離首都巴庫267公里，始建於1403年，海拔高度60米，2008年人口15,144。